# Pelecopsis subflava
Pelecopsis subflava är en spindelart som beskrevs av Anthony Russell-Smith och Rudy Jocqué 1986. Pelecopsis subflava ingår i släktet Pelecopsis och familjen täckvävarspindlar.
Artens utbredningsområde är Kenya. Inga underarter finns listade i Catalogue of Life.